# Campeonato Sul-Americano de Atletismo Sub-18 de 2022
O Campeonato Sul-Americano de Atletismo Sub-18 de 2022 foi a 26ª edição da competição de atletismo organizada pela CONSUDATLE, para atletas com até 18 anos na data do evento. As provas foram realizadas no COTP, em São Paulo, no Brasil, entre 9 e 11 de setembro de 2022. Contou com a presença de 11 nacionalidades em 41 provas, com destaque para o Brasil com 13 medalhas de ouro.

## Quadro de medalha
A contagem de medalhas foi publicada.
| Ordem | País      | Medalha de ouro | Medalha de prata | Medalha de bronze | Total |
| ----- | --------- | --------------- | ---------------- | ----------------- | ----- |
| 1     | Brasil    | 13              | 17               | 11                | 41    |
| 2     | Argentina | 8               | 6                | 6                 | 20    |
| 3     | Equador   | 7               | 3                | 4                 | 14    |
| 4     | Chile     | 4               | 3                | 6                 | 12    |
| 5     | Colômbia  | 4               | 3                | 5                 | 12    |
| 6     | Peru      | 3               | 3                | 3                 | 9     |
| 7     | Venezuela | 1               | 3                | 2                 | 6     |
| 8     | Uruguai   | 1               | 1                | 1                 | 3     |
| 9     | Paraguai  | 1               | 0                | 2                 | 3     |
| 10    | Bolívia   | 0               | 2                | 2                 | 4     |
| 11    | Guiana    | 0               | 1                | 0                 | 1     |
| Total | Total     | 42              | 42               | 42                | 126   |

## Medalhistas
Esses foram os resultados do campeonato.

### Masculino
| Evento                      | Ouro                                                                    | Ouro     | Prata                                                                                | Prata    | Bronze                                                             | Bronze   |
| --------------------------- | ----------------------------------------------------------------------- | -------- | ------------------------------------------------------------------------------------ | -------- | ------------------------------------------------------------------ | -------- |
| 100 metros                  | Tomás Mondino · Argentina                                               | 10.51    | Adrian Nicolari · Uruguai                                                            | 10.63    | Aron Earl · Peru                                                   | 10.64    |
| 200 metros                  | Tomás Mondino · Argentina                                               | 21.33    | Ezekiel Newton · Guiana                                                              | 21.45    | Benjamin Aravena · Chile                                           | 21.65    |
| 400 metros                  | Vinícius Galeno · Brasil                                                | 47.41    | Tainan Zart · Brasil                                                                 | 49.05    | Ignacio Cabrera · Argentina                                        | 49.40    |
| 800 metros                  | Klaus Scholz · Chile                                                    | 1:52.64  | Vinícius Costa · Brasil                                                              | 1:52.91  | Bryan Alves · Brasil                                               | 1:54.04  |
| 1 500 metros                | Gonzalo Gervasini · Uruguai                                             | 3:53.72  | Uriel Muñoz · Argentina                                                              | 3:54.95  | Héctor Gómez · Venezuela                                           | 3:56.56  |
| 3 000 metros                | Luis Chávez · Peru                                                      | 8:38.09  | Luis Huaman · Peru                                                                   | 8:42.51  | Oliver Díaz · Venezuela                                            | 8:43.21  |
| 110 metros barreiras        | Paulo Henrique da Silva · Brasil                                        | 13.71    | Vinícius de Brito · Brasil                                                           | 13.78    | Fabrizio Jara · Paraguai                                           | 13.83    |
| 400 metros barreiras        | Ian Andrey Pata · Equador                                               | 52.84    | Héctor Barrios · Colômbia                                                            | 54.18    | Agustín Coronel · Argentina                                        | 54.33    |
| 2.000 metros com obstáculos | Edgar Huillca · Peru                                                    | 5:58.97  | Deangelo Cadima · Bolívia                                                            | 6:04.85  | Paul Torres · Colômbia                                             | 6:04.86  |
| 4×100 metros estafetas      | Equador · Yehdhah Rodríguez · Ian Andrey Pata · Joe Caicedo · Roy Chila | 42.19    | Brasil · Ariel Ribeiro · Paulo Henrique da Silva · Hyago de Araujo · Thiago da Silva | 42.27    | Paraguai · Elías Giménez · Fabrizio Jara · Oscar Gill · Alan Dopke | 43.93    |
| 10 km marcha atlética       | Julián Alfonso · Colômbia                                               | 46:26.75 | Emanuel Apaza · Peru                                                                 | 47:05.67 | Klaubert de Franca · Brasil                                        | 49:28.89 |
| Salto em altura             | Héctor Añez · Venezuela                                                 | 1.96     | Gabriel Borges · Brasil                                                              | 1.93     | Eric Cardoso · Brasil                                              | 1.93     |
| Salto com vara              | Agustín Carril · Argentina                                              | 4.55     | Pedro Henrique Aparecido · Brasil                                                    | 4.55     | Leonardo Olate · Chile                                             | 4.40     |
| Salto em comprimento        | Alexander Villalba · Paraguai                                           | 6.95     | Renan Akamine · Brasil                                                               | 6.91     | Roy Chila · Equador                                                | 6.88     |
| Salto triplo                | Roy Chila · Equador                                                     | 15.04    | Gilvan da Costa · Brasil                                                             | 14.71    | Santiago Theran · Colômbia                                         | 14.27    |
| Arremesso de peso           | Alberto dos Santos Filho · Brasil                                       | 17.78    | Alessandro Soares · Brasil                                                           | 17.19    | Erik Caicedo · Equador                                             | 17.08    |
| Lançamento de disco         | Juan David Montaño · Colômbia                                           | 60.84    | Alan Fell · Chile                                                                    | 57.64    | Alberto dos Santos Filho · Brasil                                  | 56.19    |
| Lançamento do martelo       | Cipriano Riquelme · Chile                                               | 69.07    | Luis Felipe Barbosa · Brasil                                                         | 65.93    | Juan Sebastián Scarpetta · Colômbia                                | 64.88    |
| Lançamento do dardo         | Arthur Curvo · Brasil                                                   | 72.17    | Pablo Frutos · Chile                                                                 | 66.25    | Kevin Machado · Uruguai                                            | 55.87    |
| Decatlo                     | Facundo Millan · Chile                                                  | 6333     | Igor de Jesus · Brasil                                                               | 5921     | Lucas Rojas · Bolívia                                              | 5821     |

### Feminino
| Evento                      | Ouro                                                                                   | Ouro     | Prata                                                                          | Prata    | Bronze                                                                        | Bronze   |
| --------------------------- | -------------------------------------------------------------------------------------- | -------- | ------------------------------------------------------------------------------ | -------- | ----------------------------------------------------------------------------- | -------- |
| 100 metros                  | Vanessa dos Santos · Brasil                                                            | 11.56    | Natalia Campregher · Brasil                                                    | 11.96    | Natalia Duarte · Colômbia                                                     | 12.03    |
| 200 metros                  | Genesis Cañola · Equador                                                               | 24.58    | Natalia Duarte · Colômbia                                                      | 24.68    | Antonia Ramírez · Chile                                                       | 25.01    |
| 400 metros                  | Julia Ribeiro · Brasil                                                                 | 54.17    | Ibeyis Romero · Venezuela                                                      | 55.66    | Genesis Cañola · Equador                                                      | 56.00    |
| 800 metros                  | Juana Zuberbuhler · Argentina                                                          | 2:12.81  | Raymari Alvornoz · Venezuela                                                   | 2:13.44  | Pamela Barreto · Equador                                                      | 2:13.49  |
| 1 500 metros                | Vanessa Alder · Equador                                                                | 4:39.44  | Pamela Barreto · Equador                                                       | 4:41.02  | Lilian Mateo · Bolívia                                                        | 4:41.79  |
| 3 000 metros                | Vanessa Alder · Equador                                                                | 10:05.43 | Lilian Mateo · Bolívia                                                         | 10:06.77 | Dayana Flores · Peru                                                          | 10:10.03 |
| 100 metros barreiras        | Catalina Rozas · Chile                                                                 | 13.65    | Helen Bernard · Argentina                                                      | 13.79    | Natalia Campregher · Brasil                                                   | 14.19    |
| 400 metros barreiras        | Amanda da Silva · Brasil                                                               | 60.97    | Maria Chagas · Brasil                                                          | 62.13    | Helen Bernard · Argentina                                                     | 62.67    |
| 2.000 metros com obstáculos | Russell Cjuro · Peru                                                                   | 7:18.72  | Yoselyn Limanche · Peru                                                        | 7:23.63  | Juliany da Costa · Brasil                                                     | 7:33.96  |
| 4×100 metros estafetas      | Brasil · Amanda da Silva · Maria Fernanda Rosa · Vitoria da Silva · Natalia Campregher | 47.25    | Chile · Asunción Dreyfus · Dominga Philipps · Catalina Rozas · Antonia Ramírez | 47.68    | Argentina · Denise Vega · Helen Bernard · Victoria Zanolli · Camila Rodríguez | 48.92    |
| 5 km marcha atlética        | Ruby Segura · Colômbia                                                                 | 24:04.03 | Karen Litardo · Equador                                                        | 24:49.03 | Yadira Orihuela · Peru                                                        | 25:52.49 |
| Salto em altura             | Maria Eduarda de Oliveira · Brasil                                                     | 1.75     | Luisa Lopes · Brasil                                                           | 1.73     | Valeria George · Colômbia                                                     | 1.65     |
| Salto com vara              | Carolina Scarponi · Argentina                                                          | 3.80     | Julia Calabretti · Brasil                                                      | 3.50     | Asunción Dreyfus · Chile                                                      | 3.40     |
| Salto em comprimento        | Vanessa dos Santos · Brasil                                                            | 6.39     | Nayza Donanzan · Brasil                                                        | 5.85     | Victoria Zanolli · Argentina                                                  | 5.78     |
| Salto triplo                | Valery Arce · Colômbia                                                                 | 12.30    | Joaquina Dura · Argentina                                                      | 12.19    | Maria Eduarda de Oliveira · Brasil                                            | 11.74    |
| Arremesso de peso           | Belsy Quiñónez · Equador                                                               | 14.85    | Samanta Lopes · Brasil                                                         | 14.21    | Marisa González · Argentina                                                   | 13.91    |
| Lançamento de disco         | Camila Flach · Brasil                                                                  | 42.88    | Selene Olivieri · Brasil                                                       | 41.46    | Samanta Lopes · Brasil                                                        | 40.13    |
| Lançamento do martelo       | Giuliana Baigorria · Argentina                                                         | 63.58    | Yenniver Veroes · Venezuela                                                    | 61.99    | Kimberly Assiz · Brasil                                                       | 58.68    |
| Lançamento do dardo         | Anelis Korniejczuk · Argentina                                                         | 45.40    | Anahí Sánchez · Equador                                                        | 43.32    | Isabela Dantas · Brasil                                                       | 41.92    |
| Heptatlo                    | Renata Godoy · Argentina                                                               | 5328     | Yudisa Martínez · Colômbia                                                     | 4943     | Isabela Teixeira · Brasil                                                     | 4687     |

### Misto
| Evento                 | Ouro | Ouro    | Prata | Prata   | Bronze | Bronze  |
| ---------------------- | --- | ------- | --- | ------- | --- | ------- |
| 8×300 metros estafetas | Brasil · Amanda da Silva · Maria Eduarda Chagas · Letícia Lopes · Julia Ribeiro · Ruan Souza · Tainan Zart · Vinícius de Brito · Vinícius Galeno | 5:01.74 | Argentina · Juana Zuberbuhler · Renata Godoy · Angela Almada · Helen Bernard · Agustín Coronel · Ignacio Cabrera · Matías Castro · Nicolas Patiño | 5:05.98 | Chile · Karla Pulgar · Antonia Ramírez · Dominga Philipps · Catalina Rozas · Benjamin Aravena · Facundo Milan · Klaus Scholz · Tomas Godoy | 5:07.40 |